# McLaren MCL35
El McLaren MCL35 es un monoplaza de Fórmula 1 diseñado por James Key para disputar la temporada 2020. La unidad de potencia y el sistema de recuperación de energía originales fueron de Renault. Fue conducido inicialmente por Lando Norris y Carlos Sainz Jr.. En 2021 lo manejaron Lando Norris y Daniel Ricciardo.

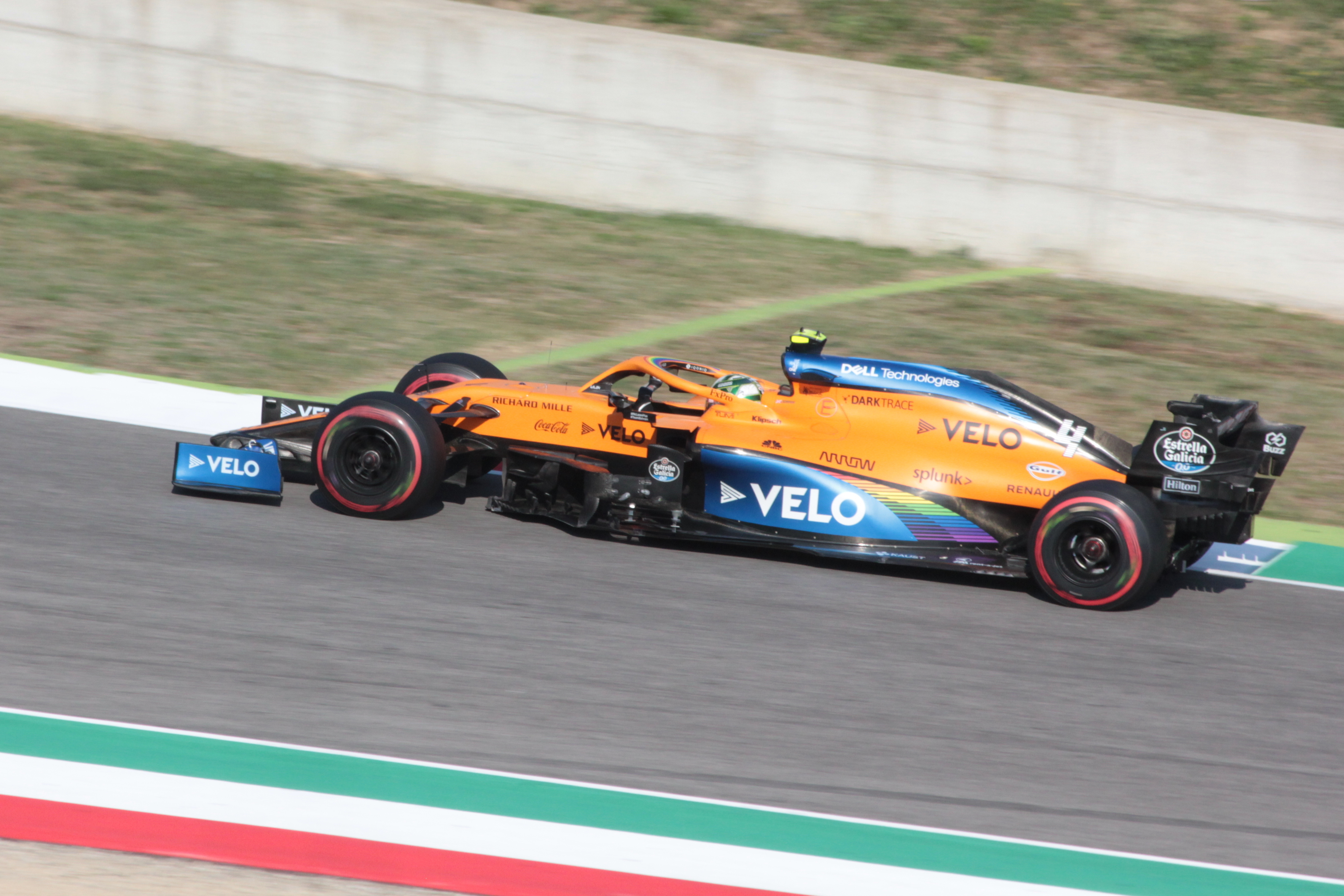
MCL35 de Lando Norris en Mugello, 2020.

El chasis fue presentado en Woking el 13 de febrero de 2020, y probado primera vez en el circuito de Barcelona-Cataluña tres días después.
Fue el último monoplaza motorizado por Renault, ya que en 2021 fue impulsado nuevamente por Mercedes y utilizado bajo el nombre de McLaren MCL35M.
El modelo MCL35M fue presentado el 15 de febrero de 2021 en Woking nuevamente.

## Resultados
(Clave) (negrita indica pole position) (cursiva indica vuelta rápida)

| Año     | Motor                                   | Neu. | N.º | Pilotos          | 1   | 2   | 3   | 4   | 5   | 6   | 7   | 8   | 9   | 10  | 11  | 12  | 13  | 14  | 15  | 16  | 17  | 18  | 19  | 20  | 21  | 22  | Puntos | Pos. |
| ------- | --------------------------------------- | ---- | --- | ---------------- | --- | --- | --- | --- | --- | --- | --- | --- | --- | --- | --- | --- | --- | --- | --- | --- | --- | --- | --- | --- | --- | --- | ------ | ---- |
| 2020    | Renault E-Tech 20 V6 Turbo              | P    |     |                  | AUT | EST | HUN | GBR | 70A | ESP | BEL | ITA | TOS | RUS | EIF | POR | EMI | TUR | BHR | SAK | ABU |     |     |     |     |     | 202    | 3.º  |
| 2020    | Renault E-Tech 20 V6 Turbo              | P    | 4   | Lando Norris     | 3   | 5   | 13  | 5   | 9   | 10  | 7   | 4   | 6   | 15  | Ret | 13  | 8   | 8   | 4   | 10  | 5   |     |     |     |     |     | 202    | 3.º  |
| 2020    | Renault E-Tech 20 V6 Turbo              | P    | 55  | Carlos Sainz Jr. | 5   | 9   | 9   | 13  | 13  | 6   | DNS | 2   | Ret | Ret | 5   | 6   | 7   | 5   | 5   | 4   | 6   |     |     |     |     |     | 202    | 3.º  |
| 2021    | Mercedes-AMG M12 E Performance V6 Turbo | P    |     |                  | BHR | EMI | POR | ESP | MON | AZE | FRA | EST | AUT | GBR | HUN | BEL | NED | ITA | RUS | TUR | USA | MEX | SÃO | QAT | ARA | ABU | 275    | 4.º  |
| 2021    | Mercedes-AMG M12 E Performance V6 Turbo | P    | 3   | Daniel Ricciardo | 7   | 6   | 9   | 6   | 12  | 9   | 6   | 13  | 7   | 5   | 11  | 4   | 11  | 13  | 4   | 13  | 5   | 12  | Ret | 12  | 5   | 12  | 275    | 4.º  |
| 2021    | Mercedes-AMG M12 E Performance V6 Turbo | P    | 4   | Lando Norris     | 4   | 3   | 5   | 8   | 3   | 5   | 5   | 5   | 3   | 4   | Ret | 14  | 10  | 2   | 7   | 7   | 8   | 10  | 10  | 9   | 10  | 7   | 275    | 4.º  |
| Fuente: |                                         |      |     |                  |     |     |     |     |     |     |     |     |     |     |     |     |     |     |     |     |     |     |     |     |     |     |        |      |

### Citas
1. ↑  «McLAREN MCL35M TECHNICAL SPECIFICATION». McLaren (en inglés). 15 de febrero de 2021. Consultado el 15 de febrero de 2021.
2. 1 2  «Las especificaciones del MCL35». As. 13 de febrero de 2020. Consultado el 17 de febrero de 2020.
3. ↑  Nieto, Jose (13 de febrero de 2020). «Así es el McLaren MCL35 de Carlos Sainz para el Mundial de Fórmula 1 2020». El Español. Consultado el 17 de febrero de 2020.
4. ↑  Castillo, Nicolas (14 de mayo de 2020). «OFICIAL: Daniel Ricciardo y Lando Norris pilotos de McLaren en 2021». FormulaNitro.com. Consultado el 18 de diciembre de 2020.
5. ↑  «McLaren presenta el MCL35, el coche 2020 de Sainz y Norris». SoyMotor.com. 13 de febrero de 2020. Consultado el 17 de febrero de 2020.
6. ↑  «El McLaren MCL35 rueda por primera vez en Barcelona». Marca. 16 de febrero de 2020. Consultado el 17 de febrero de 2020.
7. ↑  Marchi, Fabio (16 de febrero de 2020). «El nuevo McLaren MCL35 ya rueda en Barcelona». Mundo Deportivo. Consultado el 17 de febrero de 2020.
8. ↑  de Celis, Jose Carlos (28 de septiembre de 2019). «Oficial: McLaren volverá a llevar motores Mercedes en la F1 2021». es.motorsport.com. Consultado el 17 de febrero de 2020.
9. ↑  Rencken, Dieter; Collantine, Keith (3 de noviembre de 2020). «“No nasty surprises” designing Mercedes installation for McLaren MCL35M – Key». RaceFans.com (en inglés). Consultado el 18 de diciembre de 2020.
10. ↑  Rodríguez García, Christian (28 de enero de 2021). «McLaren confirma la fecha de presentación de su nuevo MCL35M». F1AlDía.com. Consultado el 29 de enero de 2021.
11. ↑  «McLaren MCL35 • STATS F1». STATS F1. Consultado el 5 de julio de 2020.

- Datos: Q75040453
- Multimedia: McLaren MCL35 / Q75040453